# Berajot

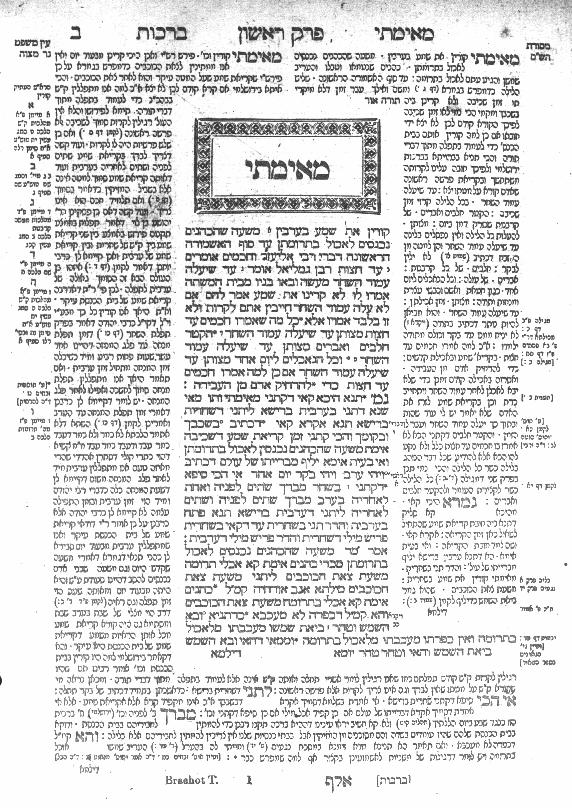
La primera página del tratado de Berajot, el primero del Talmud.

El séder Berajot (en hebreo: ברכות) (en español: "Bendiciones") es el primer tratado talmúdico del orden de Zeraim ("Orden de la Semillas") de la Mishná y del Talmud, uno de los textos fundamentales de la Halajá o Ley judía. Este séder trata sobre las reglas relacionadas con las oraciones del Shemá, la Amidá, el Birkat Hamazón, Kidush ("Santificación" del Shabbat y de las fiestas judías), Havdalah ("Separación" después del Shabat y de las Fiestas) y otros rezos y bendiciones. Es el único tratado del orden de Zeraim que tiene una Guemará tanto en el Talmud de Babilonia como en el Talmud de Jerusalén.